# Beeld

Beeld est un quotidien national sud-africain de langue afrikaans, diffusé en Afrique du Sud depuis le 16 septembre 1974. Il est aujourd'hui diffusé principalement dans les provinces constitutives du Transvaal et au KwaZulu-Natal. 
Durant la période d'apartheid, le quotidien a apporté son soutien au parti national au pouvoir, tout en soutenant une ligne réformiste. Son principal concurrent est Die Transvaler qu'il supplante au début des années 1990.
Beeld (ne pas confondre avec Die Beeld (af), un quotidien afrikaans des années 1960) est le plus important quotidien de langue afrikaans, revendiquant plus de 104 000 lecteurs. Publié à Johannesburg, il est aujourd'hui la possession du groupe de presse Naspers. 
Sa devise est Jou wêreld, Jou koerant (votre monde, votre journal en afrikaans). 

## Contributeurs
- Hermann Giliomee
- Pieter du Toit